# Isla de la Luna
La isla de la Luna, también llamada isla Koati, es una isla de Bolivia que se encuentra en el lago Titicaca, junto a la isla del Sol, en la región del Altiplano. Es una isla pequeña y cuenta con una superficie de 105 hectáreas. Presenta una orografía escarpada por los vientos y además por ser una isla altiplánica. Administrativamente se encuentra en el municipio de Copacabana de la provincia de Manco Kapac en el departamento de La Paz.
En la época del Imperio inca contaba con un templo denominado Iñakuyu o Palacio de las Vírgenes de Sol, donde habitaban las denominadas Vírgenes del Sol. El sitio era un acllahuasi o casa de las escogidas, en el que las mujeres aprendían variados oficios, sobre todo el tejido. Estas podían llegar a ser las esposas secundarias del Inca; se dice también que podían ser empleadas para el sacrificio.
En la isla solo podía entrar el emperador Inca, máxima autoridad del imperio. Actualmente está poblada por pocas familias de indígenas de origen quechua y aimara dedicadas a la agricultura, el pastoreo y la venta de artesanías a los visitantes. Los idiomas que se hablan son el quechua, el aimara y también el español.

## Historia

### Ocupación humana

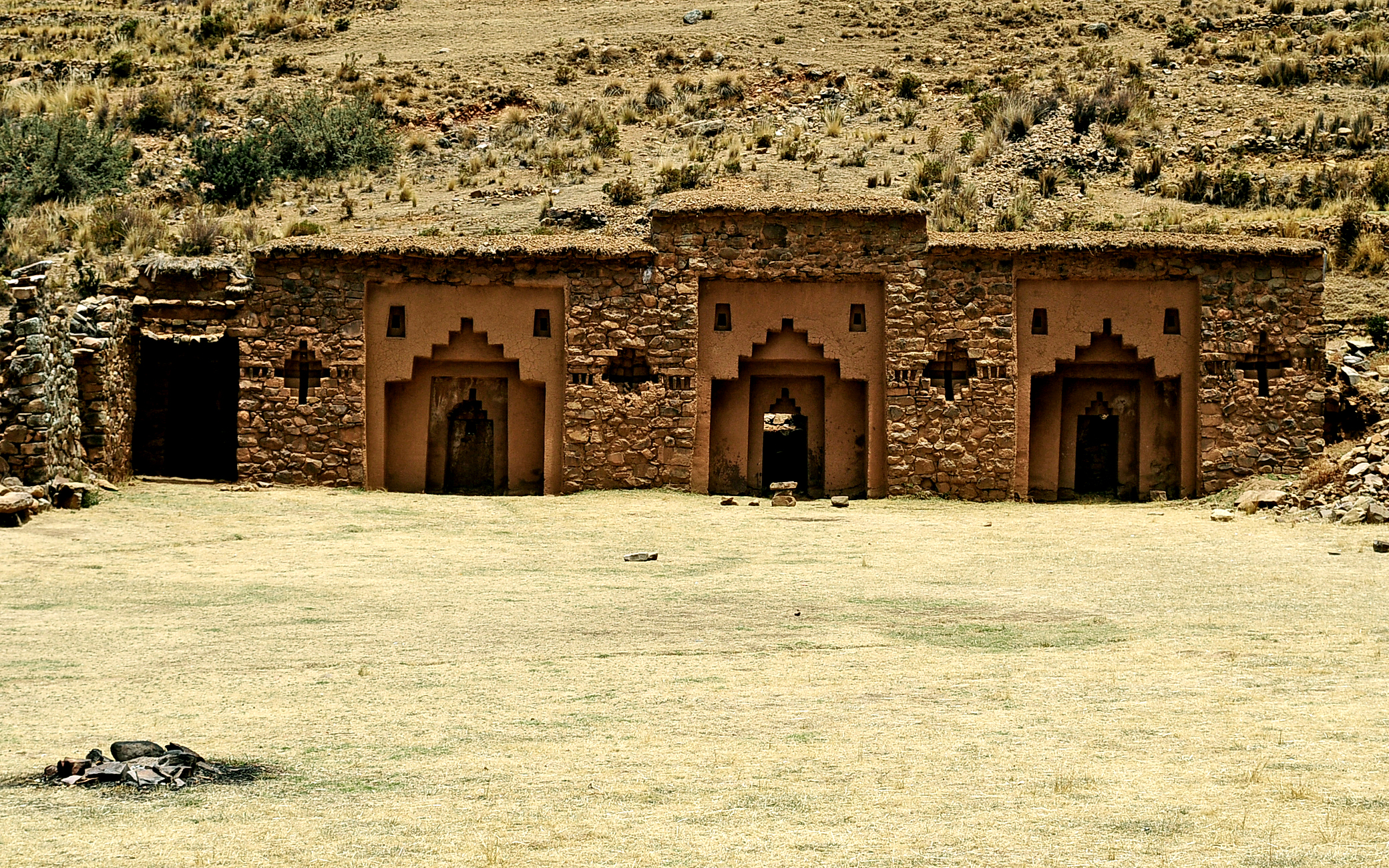
Palacio de las Vírgenes del Sol

Casi al final del Periodo Arcaico Tardío (4000-2000 a. C.), las islas del Sol y de la Luna comenzaron a ser ocupadas por grupos humanos dedicados a la caza, y posteriormente a la crianza de aves y animales, así como la pesca y recolección.

### SigloXX
Durante la década de 1940, la isla sirvió como la principal prisión o campo de reclusión de Bolivia, y después del golpe contra el presidente Villarroel en 1946, varios cientos de agricultores rebeldes fueron internados aquí. Así mismo, durante la dictadura del expresidente boliviano, Hugo Banzer, la isla de la Luna fue habilitada para encarcelar a dirigentes, estudiantes, periodistas, campesinos y mineros en los primeros años del gobierno. En su momento, se retuvo a 66 presos políticos en la isla.

### Turismo comunitario
Actualmente, la isla de la Luna está conformada por un conjunto de alrededor de 25 familias. Ellas han desarrollado un turismo de tipo comunitario que les permite mantener un estilo de vida sostenible y en armonía con sus principales actividades: agricultura, piscicultura, pastoreo y venta de artesanías y textiles. 